# Пха (тибетская буква)

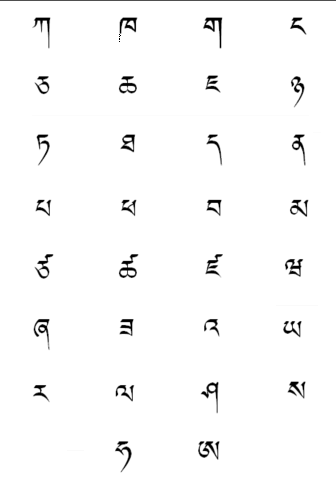

Пха пхакпа

Пха ( Вайли Pha ) — 14-я буква тибетского алфавита, придыхательный глухой губно-губной взрывной согласный. Числовое значение: пха - 14, пхи - 44, пху - 74, пхэ - 104, пхо - 134.
В словаре раздел буквы пха занимает около 3%.

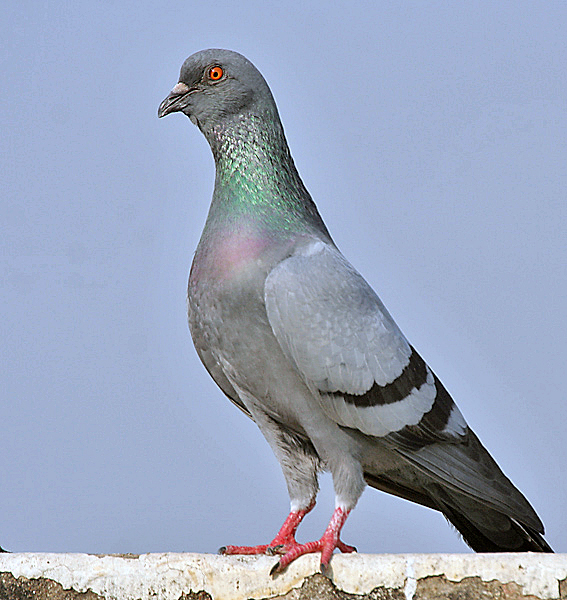
Пхукрон (пхукрён) -  - голубь
Пхурпа -
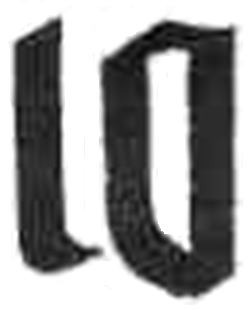
Пха рукописное (умэ)

Таблица словарной последовательности инициалей образованных буквой пха.
| Инициаль | Дакчха        | Транскрипция | Пример | Комментарий |
|          | Пха           | Пха (па)     |        |             |
|          | Пхаятачха     | Чха (ча)     |        |             |
|          | Пхарататхра   | Тхра (тра)   |        |             |
|          | Аопхапха      | Пха (па)     |        |             |
|          | Аопхаятачха   | Чха (ча)     |        |             |
|          | Аопхарататхра | Тхра (тра)   |        |             |

Для китайской инициали фо применяется специальная лигатура с буквой па (хапхатафа) .